# (2474) Ruby
(2474) Ruby (1979 PB) – planetoida z pasa głównego asteroid okrążająca Słońce w ciągu 4,41 lat w średniej odległości 2,69 au. Odkryta 14 sierpnia 1979 roku.